# آتش‌سوزی جنگل (فیلم ۱۹۱۵)
آتش‌سوزی جنگل (انگلیسی: Wildfire) یک فیلم است که در سال ۱۹۱۵ منتشر شد. از بازیگران آن می‌توان به لیلیان راسل و لیونل باریمور اشاره کرد.